# Karl Giehlow
Karl Giehlow (eigentlich Johann Carl Friedrich Giehlow; * 25. Mai 1863 in Oppeln; † 3. März 1913 in Auteuil, heute Paris) war ein deutscher Kunsthistoriker.

## Leben
Giehlow begann in Kiel ein Studium der Rechtswissenschaft, studierte dann aber in Berlin Kunstwissenschaft bei Herman Grimm. Einen großen Teil seines Lebens verbrachte er in Wien.
Im Zentrum der Forschungen von Giehlow stand Albrecht Dürer. Seine Arbeit über dessen Stich Melencolia I gilt als Beginn der wissenschaftlichen Auseinandersetzung mit dem Motiv.

## Werke
- Kritische Darstellung der Forschungen über die Entstehungsgeschichte des Gebetsbuchs Kaisers Maximilian I. Dissertation, Berlin 1898.
- Kaiser Maximilians I. Gebetbuch mit Zeichnungen von Albrecht Dürer und anderen Künstlern. Wien 1907.
- Die Hieroglyphenkunde des Humanismus in der Allegorie der Renaissance besonders der Ehrenpforte Kaisers Maximilian I. Wien 1915.